# Recinte murat de Torroella
El recinte murat de Torroella és un monument del municipi de Torroella de Montgrí (Baix Empordà) declarat bé cultural d'interès nacional. Resten dues torres, el portal de Sant Caterina i la Torre de les Bruixes (segles XIV-XV).
De l'antic recinte murat de Torroella de Montgrí, que tenia sis portes i diverses torres, només se'n conserven restes a la part nord i nord-oest, encara que se'n pot seguir el perímetre pel traçat dels carrers. Els elements més interessants que es mantenen dempeus en l'actualitat són el portal de Santa Caterina, situat al nord, a la part baixa de la torre del mateix nom, i la torre de les Bruixes, que protegia un dels portals, al nord-oest de l'antic nucli (vegeu fitxes corresponents). Entre el portal i la torre hi ha restes del mur nord de la muralla, d'uns vint metres de llarg i uns quatre metres d'alt, que conserva algunes espitlleres. L'aparell és de pedres irregulars disposades en filades horitzontals. Un altre fragment del llenç de muralla es troba a prop del portal de Santa Caterina.

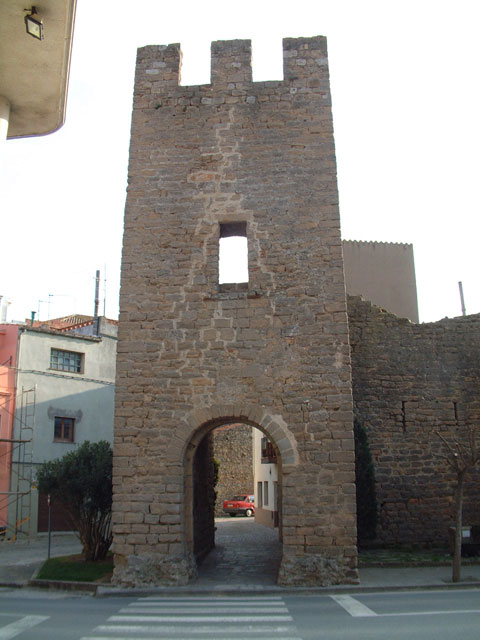
Portal de Santa Caterina

## Història
El primer recinte emmurallat de Torroella de Montgrí té l'origen en l'època alt-medieval, i es devia limitar a encerclar el nucli de cellera format al voltant de la primitiva església i l'antic castell-palau del Mirador, que fou residència dels successius senyors. A partir de finals del segle xiii les muralles van ser reconstruïdes i ampliades, d'acord amb les noves necessitats provocades per l'expansió física de la vila. A principis del segle xviii el traçat de la muralla encara es mantenia en tot el seu perímetre. La planta del recinte fortificat apareix en un plànol dels enginyers militars francesos del 1709; en aquell període la muralla es conservava encara en força bon estat. Des de principis del segle xix s'havia iniciat un procés d'expansió fora de l'antic recinte. L'enderroc de les muralles durant aquest segle va iniciar una nova etapa en el desenvolupament urbanístic de Torroella i va donar lloc als eixamples moderns. L'aixecament realitzat el 1887 per l'enginyer industrial Josep de Quintana i Serra permet estudiar l'evolució urbana de la vila en l'etapa immediatament posterior a la desaparició de les muralles.